# Андрадит
Андрадитът е минерален вид от групата на гранатите. Той е незосиликат с формула Ca3Fe2Si3O12.
Андрадитът има три разновидности:
- Меланит: Черен на цвят поради ограничено заместване на желязото с титан. Известен още като „титанов андрадит“. Образува твърд разтвор с моримотоит и шорломит в зависимост от съдържанието на титан и желязо.[2]
- Дематоид: ярко зелен на цвят, един от най-ценните и редки камъни в гемологичния свят.[3]
- Топазолит: жълто-зелен на цвят и понякога с достатъчно високо качество, за да бъде изрязан в фасетиран скъпоценен камък, той е по-рядък от демантоид.[3]

За първи път андрадитът е споменат през 1868 г., когато е описано, че е намерен в Драмен, Бюскерю, Норвегия. Андрадите е кръстен на бразилския държавник, натуралист, професор и поет Хосе Бонифасио де Андрада е Силва (1763–1838).

## Образуване
Среща се в скарнове, развити в контактно метаморфозирани нечисти варовици или калциеви магмени скали; в хлоритни шисти и серпентинити и в алкални магмени скали (обикновено титанови). Свързаните минерали включват везувианит, хлорит, епидот, шпинел, калцит, доломит и магнетит.  Среща се в Иран, Италия, Уралските планини в Русия, щатите Аризона и Калифорния в САЩ и в Днепропетровска област в Украйна.
Спиновата структура на андрадита съдържа две взаимно наклонени еквивалентни антиферомагнитни подрешетки под температурата на Кюри (TN =11 K).